# Повратак отписаних (филм)
Повратак отписаних је југословенски ратни филм из 1976. године. Филм је настао због велике популарности истоимене серије, и представља наставак филма Отписани. Сценарио за филм су написали Драган Марковић и Гордан Михић, а режирао га је Александар Ђорђевић.

## Радња
У лето 1944, Прле и Тихи, млади али већ искусни партизански борци, заједно са Јоцом, старим и ћудљивим радио-оператором, добијају задатак да се пробију у Београд који је још увек под окупацијом. Гестапо и Специјална полиција чекају своју прилику да их ухвате још од 1941. године.

## Улоге
| Глумац                 | Улога                    |
| ---------------------- | ------------------------ |
| Павле Вуисић           | Јоца                     |
| Драган Николић         | Прле                     |
| Воја Брајовић          | Тихи                     |
| Злата Петковић         | Марија Симеуновић        |
| Александар Берчек      | Мрки                     |
| Стево Жигон            | Кригер                   |
| Васа Пантелић          | Крста Мишић              |
| Рудолф Улрих           | Милер                    |
| Цане Фирауновић        | Кениг                    |
| Столе Аранђеловић      | Иса                      |
| Драгомир Бојанић Гидра | Микула                   |
| Душан Вујновић         | Лимар                    |
| Предраг Милинковић     | Гојко                    |
| Зоран Миљковић         | Илија                    |
| Страхиња Мојић         | Агент                    |
| Павле Богатинчевић     | министар Јовић           |
| Милена Дравић          | Јулијана Лула Митричевић |
| Милан Гутовић          | капетан Тодоровић        |
| Боро Стјепановић       | Славко                   |
| Злата Нуманагић        | Сека                     |
| Владимир Поповић       | Уча                      |
| Бата Камени            |                          |
| Михајло Костић         | Павле                    |
| Слободан Алигрудић     | Сеља                     |
| Раде Марковић          | Милан                    |
| Бата Живојиновић       | четнички официр          |
| Аљоша Вучковић         | мајор Гашпар             |
| Тома Курузовић         | Мисирац                  |
| Божидар Дрнић          | Потпредседник владе      |
| Слободан Стојановић    | Шеф железничке станице   |
| Драгица Новаковић      | Комшиница                |
| Мира Динуловић         | Мица                     |
| Богосава Никшић        | Прлетова мајка           |
| Стеван Штукеља         | Високи                   |
| Станимир Аврамовић     | Стевин комшија           |
| Јелица Теслић          | Тршићева ћерка           |
| Мирко Ђерић            | Марко                    |
| Ратко Милетић          | Цветко                   |
| Срђан Дедић            | Цаки                     |